# Bossa nova

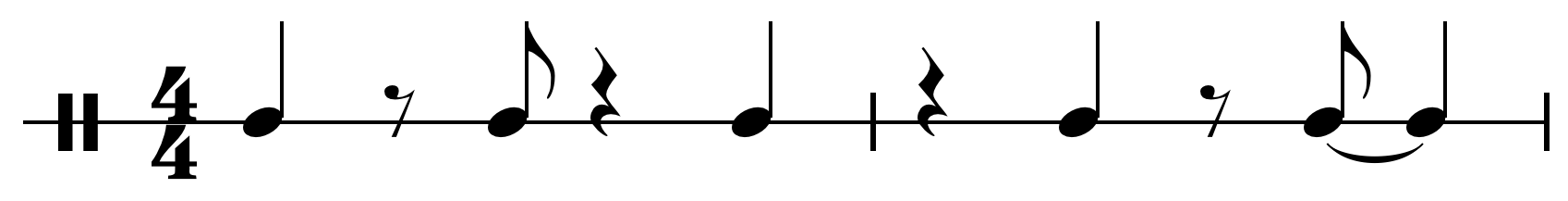
Bossa nova rhythm

Bossa nova là một thể loại âm nhạc Brasil, với nghĩa là "xu hướng mới" (new trend) (phát âm tiếng Bồ Đào Nha: [ˈbɔsɐ ˈnɔvɐ] ⓘ). Loại nhạc này dựa trên một sự kết hợp trữ tình (lyrical fusion) giữa việc đặt trong tâm vào giai điệu samba mềm mại, uyển chuyển theo âm nhạc truyền thống của Brasil nhưng ít hơn về bộ gõ và nhạc jazz Mỹ lẫn phong cách mới trong ca từ Bồ Đào Nha.

## Từ nguyên
Tại Brazil, từ "bossa" là một tiếng lóng kiểu cũ cho một cái gì đó được thực hiện với sự quyến rũ đặc biệt, sự tinh tế tự nhiên hay khả năng bẩm sinh. Ngay từ năm 1932, Noel Rosa được sử dụng các từ trong một samba:
 "O samba, a prontidão e outras bossas são nossas coisas, são coisas nossas." ("The samba, the readiness and other bossas are our things, are things from us.")
Nguồn gốc chính xác của thuật ngữ "bossa nova" vẫn còn chưa rõ ràng trong nhiều thập kỷ, theo một số tác giả. Trong nền văn hóa nghệ thuật của bãi biển vào cuối năm 1950 trong Rio de Janeiro, thuật ngữ "bossa" được dùng để chỉ bất kỳ "xu hướng" mới hay "làn sóng thời trang" (fashionable wave). Trong cuốn sách Bossa Nova, tác giả Brazil Ruy Castro khẳng định rằng "bossa" đã được sử dụng vào những năm 1950 bởi các nhạc sĩ như một từ để mô tả sở trường của một ai đó để chơi hoặc hát theo phong cách riêng (idiosyncratically). Castro cho rằng rằng thuật ngữ "bossa nova" có thể lần đầu tiên được sử dụng trong công chúng cho một buổi hòa nhạc trình bày trong năm 1957 bởi các Grupo Universitario Hebraico do Brasil (Đại học Hebrew Nhóm của Brasil). Quyền tác giả của thuật ngữ "bossa nova" được gán cho nhà báo trẻ lúc bấy giờ (then) Moyses Fuks, người đã quảng bá sự kiện này. Nhóm đó bao gồm Sylvia Telles, Carlinhos Lyra, Nara Leão, Luizinho Eça, Roberto Menescal và những người khác (et al). Theo mô tả của ông Fuks, được hỗ trợ đầy đủ bởi hầu hết các thành viên bossa nova, ông chỉ đơn giản là viết một dấu hiệu như "HOJE. SYLVIA TELLES E UM GRUPO BOSSA NOVA" (nghĩa là: Hôm nay. Sylvia Telles và một nhóm "Bossa Nova"), vì Sylvia Telles là nhạc sĩ nổi tiếng nhất trong nhóm tại thời điểm đó. Năm 1959, Nara Leão cũng tham gia nhiều hơn một màn trình diễn phôi thai (embryonic display) của bossa nova. Nó bao gồm lễ hội đầu tiên "Festival de Samba Session", được tiến hành bởi hội sinh viên của PUC (Pontifica Universidade Católica). Hội này sau đó được chủ trì bởi Carlos Diegues, một sinh viên luật mà sau cùng kết hôn với Leão.